# اس‌اس کلیولند
اس‌اس کلیولند (به انگلیسی: SS Cleveland) یک کشتی بود که طول آن ۵۸۸ فوت (۱۷۹ متر) بود. این کشتی در سال ۱۹۰۸ ساخته شد.